# Richard Prince
Richard Prince (n. en 1949 en la Zona del Canal de Panamá) es un pintor y fotógrafo estadounidense. Su obra ha sido a menudo objeto de debate en el mundo del arte. Prince comenzó creando collages con fotografías en 1975. Su obra Untitled Cowboy (una refotografía, es decir, una fotografía de otra fotografía) fue la primera "fotografía" en alcanzar el precio de un millón de dólares en una subasta. Este hecho tuvo lugar en la sala de subastas Christie's de Nueva York en el año 2005.
En 1977, Prince creó una controvertida refotografía a partir de cuatro fotografías que habían sido publicadas anteriormente en el diario New York Times. Esto suscitó una enorme discusión en el mundo artístico en relación con la autoría y autenticidad de las imágenes, así como los aspectos relacionados con los derechos de autor de las fotografías. Esta controversia tuvo su continuidad en 1983, cuando su obra Spiritual America mostró una fotografía del autor Garry Gross en la que aparecía Brooke Shields con 10 años de edad, de pie en una bañera, como alusión a la precocidad sexual y a la fotografía homónima de Alfred Stieglitz. La exhibición de esta imagen llevó a la madre de Shields y al fotógrafo a una batalla judicial en relación con el papel de voyeurismo en el mundo de la fotografía. Su serie Jokes (cuyo comienzo data de 1986) trata acerca de las fantasías y las frustraciones sexuales de la clase media estadounidense, mediante el uso del humor burlesco.
Tras vivir en la ciudad de Nueva York durante 25 años, Prince se mudó al norte del estado de Nueva York. Su minimuseo, Second House, fue comprado por el Museo Guggenheim, pero le cayó un rayo y se quemó después de haber estado abierto por seis años (desde 2001 hasta 2007).